# Holland, Arkansas
Holland là một thành phố thuộc quận Faulkner, tiểu bang Arkansas, Hoa Kỳ. Năm 2010, dân số của thành phố này là 557 người.

## Dân số
- Dân số năm 2000: 577 người.
- Dân số năm 2010: 557 người.